# Хельги Гвюдмюндссон Тордерсен
Хельги Гвюдмюндссон Тордерсен (исл. Helgi Guðmundsson Thordersen; 8 апреля 1794, Рейкьявик — 4 декабря 1867, Рейкьявик) — исландский прелат и политик, епископ Исландии с 1846 по 1866 год.

## Биография
Хельги Гвюдмюндссон Тордерсен родился 8 апреля 1794 года в Аднархоудль в Рейкьявике в семье Гвюдмюндюра Тоурдарсона (исл. Guðmundur Þórðarson), который работал смотрителем в тюрьме в Рейкьявике, а затем управляющим магазина в Хабнарфьордюре, и Стейнюнн Хельгадоуттир (исл. Steinunn Helgadóttir).
Изучал богословие в школе при епархии в Рейкьявике, которую закончил 20 апреля 1819 года. Был отправлен приходским священником в Сёйрбайр в Хваль-фьорде и рукоположен в священники 6 мая. Пробыв пять лет в Сёрбайре, Хельги 4 мая 1825 года получил новое назначение и стал пробстом в церковном округе в Одди, приступив к выполнению обязанностей 6 октября 1826 года. 4 ноября 1835 года Хельги был назначен Ландакотскирьи в Рейкьявике, а после смерти Стейнгримюра Йоунссона в июне 1845 года был избран епископом Исландии. Рукоположен в епископы 5 июля 1845 года в Копенгагене и официально вступил в должность 2 сентября того же года. С 1845 по 1865 год был назначенным членом исландского Альтинга от короля Дании. Написал ряд богословских произведений.
Став епископом он жил сначала в епископской резиденции в Лёйгарнесе, но затем в 1856 году переехал Рейкьявике. Хельги был освобожден от своих обязанностей из-за болезни 23 февраля 1866 года и умер 4 декабря 1866 года от мочекаменной болезни. После его смерти, 23 февраля 1867 года новым епископом Исландии был назначен Пьетюр Пьетюрссон.